# Jazz Composers Guild
Jazz Composers Guild – samopomocowa muzyczna organizacja międzyrasowa założona w 1964 przez Billa Dixona przy pomocy Cecila Taylora.

## Historia ruchu i jego założenia
Jesienią 1964, amerykański trębacz Bill Dixon zorganizował w Nowym Jorku – i z sukcesem wypromował – cykl koncertów pod hasłem „The October Revolution in Jazz”. Wzięło w nich udział wielu awangardowych muzyków, którzy – z uwagi na brak zainteresowania producentów i firm płytowych ich muzyką – nie mogli się dotąd zaprezentować. Zachęcony powodzeniem Bill Dixon, przy pomocy pianisty Cecila Taylora, założył samopomocową organizację nazwaną Jazz Composers Guild.
Prekursorem była organizacja Jazz Artists’ Guild. Zgromadziła ona głównie muzyków z Nowego Jorku i Filadelfii. Zorganizowała kilka koncertów w małym kinie na Manhattanie, wydała album Newport Rebels i rozpadła się na skutek wewnętrznych nieporozumień.
Jazz Composers Guild różniła się od poprzednich organizacji zakresem zamierzonych inicjatyw. JCG była kolektywem i każdy muzyk należący do niego miał swoje obowiązki (np. wspomaganie finansowe itp.) i wynikające z tego prawa. Głównym zamiarem JCG było całkowite wycofanie jej członków z wszystkich komercyjnych firm i studiów nagraniowych, klubów itd.
Starali się oni także zgromadzić i w pewien sposób nawet przygotować i wychować swoją publiczność. Tym sposobem chcieli wpłynąć tak na biznes muzyczny, aby ten negocjował z gildią i oferował kontrakty sprzyjające tej grupie muzyków w całości. Naszą ideą jest przyprzeć ten rynek do muru, zabrać tę muzykę z rynku na tak długo, jak to będzie konieczne aby ustanowić taki rodzaj relacji z ludźmi biznesu, które są konieczne, aby dać tej muzyce odpowiednie wsparcie. W międzyczasie będziemy tworzyć naszą własną działalność.
Członkowie gildii stali się sami producentami koncertów i płyt.
Przy wejściu na koncerty rozdawano publiczności ulotki ze wskazówkami jak powinna ona wspierać muzyków. Jednym z najbardziej przestrzeganych statutowych zapisów był zakaz takiej pracy dla członków gildii, która nie uzyskała aprobaty innych. Członkowie organizacji zastępowali oparty na konkurencji system „gwiazd” propagowany przez komercyjny przemysł rozrywkowy, etycznym systemem wzajemnej pomocy, która odzwierciedlała estetykę kolektywnej freejazowej improwizacji

## Efekt działalności
Założenia Dixona okazały się właściwe i tym samym skuteczne.
Przede wszystkim gildia wypromowała freejazzową improwizację, co stało się szczególnie widoczne w drugiej fali muzyków ruchu, z Johnem Coltrane’em na czele. Coltrane całkowicie wycofał się ze swoich eksperymentów muzycznych prowadzonych z Erikiem Dolphym. I ponownie pojawił się jako jedna z wiodących sił free jazzu pod koniec 1965 Ornette Coleman przestał w latach 1962–1965 w ogóle występować w USA. Powrócił w styczniu 1965 r.
Przemysł nagraniowy został zmuszony do zauważenia, że free jazz dalej istnieje i przyciąga coraz większą liczbę słuchaczy. Po czterodniowym festiwalu w „Cellar Cafe” na początku października 1964 („The October Revolution in Jazz”) dwaj najbardziej szanowani reporterzy magazynu „Down Beat” Dan Morgenstern i Martin Williams napisali entuzjastyczne artykuły o całej serii tych koncertów. Festiwal ten trwał cztery dni i cztery noce. Wystąpiło około dwudziestu zespołów i olbrzymia liczba znanych i nieznanych muzyków. Zaraz potem wspólny album Dixona (pierwsza strona) i Archiego Sheppa (druga strona) wydany przez Savoy otrzymał w tym piśmie cztery gwiazdki. Peter Welding napisał o tej płycie: wprowadzenie do dzieła kilku z najbardziej ekscytujących nowojorskich awangardowych jazzmenów.
W grudniu 1964 odbyły się kolejne koncerty w „Judson Hall”, wiosną 1965 w „Contemporary Dance Center” w Greenwich Village, i spowodowały one napływ nowej publiczności.
Ten zbiorowy sukces przyczynił się także do upadku organizacji. Niektórzy aktywiści organizacji zaczęli przyjmować prace bez konsultacji i otrzymania zgody od reszty kolektywu. Szczególnie destrukcyjny charakter miały negocjacje Sheppa z firmą Impulse!. Pojawiły się również konflikty o charakterze społecznym. Niektórzy afroamerykańscy muzycy zaczęli oskarżać białych muzyków, że ci czują się poirytowani tym, że grają pod ich kierunkiem. Sun Ra zażądał, aby usunięto z gildii wszystkie kobiety.
Wiosną 1965 Dixon opuścił organizację zniechęcony nowymi problemami.
Ostatecznie „Jazz Composers Guild” przestała istnieć w kwietniu lub maju 1965.
Prawnik organizacji Bernard Stollman zaczął promować „nowy jazz”, „the new thing” i ostatecznie założył firmę nagraniową ESP Records, która wsławiła się nagrywając freejazowych improwizatorów takich jak m.in. Albert Ayler.

## Członkowie
Bill Dixon, Cecil Taylor, Archie Shepp, Sun Ra, John Tchicai, Roswell Rudd, Jon Winter, Burton Greene, Michael Mantler, Carla Bley, Paul Bley.